# WinRK
WinRK — коммерческий архиватор для Microsoft Windows. Разработан новозеландской компанией M Software.
WinRK поддерживает собственный проприетарный формат RK, а также форматы ZIP, GZip , Bzip2, Tar, RAR и ISO.
Некоторые тесты показывают, что WinRK обеспечивает самое сильное сжатие среди программ в своём классе. Однако из-за долгого времени архивирования, лицензий и отсутствия поддержки ОС, кроме Microsoft Windows, формат RK проигрывает в популярности ZIP, RAR и 7-Zip.